# 摩カツ
魔カツ（まかつ）は、将棋の駒の一つ。本将棋にはなく、摩訶大大将棋・泰将棋・大局将棋に存在する。

## 摩訶大大将棋・泰将棋
成ると金将。
| × |   | ×     |   | × |
|   | × |       | × |   |
| × |   | 摩 𩹄 |   | × |
|   | × |       | × |   |
| × |   | ×     |   | × |

|  |   |       |   |  |
|  | ○ | ○     | ○ |  |
|  | ○ | 金 将 | ○ |  |
|  |   | ○     |   |  |
|  |   |       |   |  |

非常に強力な駒の一つであるが、成らない限り盤面の筋違いの場所には何手かけても移動できない。しかし、摩訶大大将棋・泰将棋の成りは敵駒を取ったときに強制的に成るルールになっているが、摩𩹄→金将の成りは筋違いの場所に行けるようにこそなるものの、各種の古将棋の中でも非常にデメリットの大きい成りと思われる。そのため摩訶大大将棋・泰将棋で摩𩹄で敵駒を取る時には特に慎重になる必要がある。

## 大局将棋
成ると鉤行。
| × |   | ×     |   | × |
|   | × |       | × |   |
| × |   | 摩 𩹄 |   | × |
|   | × |       | × |   |
| × |   | ×     |   | × |

| ┼ | ┼ | ┼     | ┼ | ┼ |
| ┼ | ┼ | ┼     | ┼ | ┼ |
| ┼ | ┼ | 鉤 行 | ┼ | ┼ |
| ┼ | ┼ | ┼     | ┼ | ┼ |
| ┼ | ┼ | ┼     | ┼ | ┼ |

この駒は、角行の動きを2回できるので、大局将棋の駒の中で強力で重要な駒の一つであり、敵の摩𩹄を見落としていると思わぬ所の駒を取られたりすることがあるほどであるが、成らない限り盤面の筋違いの場所には何手かけても移動できない。鉤行に成った場合は、飛車の動きを2回でき、盤面の大部分の場所に動かせるようになるので、敵の玉将の周りに駒がいないような場合、一気に詰むこともある。